# Fancy
Fancy, справжнє ім'я Манфред Алоїс Зеґіт (нім. Manfred Alois Segieth) (*7 липня 1946, Мюнхен) — німецький виконавець пісень у жанрі диско, музикант. Найпопулярнішим був у другій половині 1980-х.

## Біографія
Манфред Алоїс Зеґіт народився в Мюнхені 7 липня 1946 у сім'ї фермера. У дванадцятирічному віці почав займатися музикою — навчався грі на гітарі. Однак батько Манфреда, будучи людиною геть далекою від мистецтва, не підтримав прагнення сина стати музикантом та навіть намагався схилити його до більш буденної діяльності. Він віддав Манфреда до релігійної школи, однак незабаром хлопець покинув її та перейшов до гуманітарної гімназії, продовживши займатися музикою. Пропрацювавши на багатьох роботах після закінчення школи, Манфред створив власну музичну групу «Mountain Shadows», у складі якої виконував тогочасні хіти. В плані творчості Манфред зазнав впливу Теда Гарольда (його записи Манфред вперше придбав ще в дванадцятирічному віці) та Кліффа Річарда. У 1981 під творчим псевдонімом Tess Teiges деякий час виступав у складі пародійного дуета Tess & Kess та займався продюсерською діяльністю, яку розпочав ще на початку 1970-х. У 1984 музикант узяв собі псевдонім Fancy.
Справжній успіх до Fancy прийшов у 1984 — в цей час його пісні «Slice Me Nice» та «Chinese Eyes» двічі займали вершину музичних хіт-парадів, що на той час було рекордом серед німецьких виконавців диско. У 1985 співак з'явився на французькому й американському телебаченні, а піснею «Bolero», яка півроку протрималася на вершині хіт-парадів, завоював шалену прихильність серед іспанських меломанів. Літо 1986 Fancy провів у дорозі, виступаючи в США, Швеції та рідній Німеччині. В 1987 музикант почав записувати платівку «Flames Of Love», яка згодом стала його «візитною карткою», та виступив на телебаченні Польщі; однойменна пісня з цієї платівки в цьому ж році завоювала популярність серед польських телеглядачів. У 1989 вийшла платівка «All My Loving», а пісня «Angel Eyes», яка увійшла до її складу, стала ще одним музичним хітом Fancy. У 1990 вийшов п'ятий альбом Fancy — «Five». Пісня «When Guardian Angels Cry» з цієї платівки стала популярною в усіх країнах Європи. В 1991 вийшов альбом «Deep In My Heart», який включив у себе значну частину попередніх пісень, виконаних у стилі реп. У 1995 Fancy надає перевагу поп-музиці, в цьому ж році виходить його черговий альбом «Blue Planet Zikastar», дві пісні з якого — «Again & Again» та «I Can Give You Love» — стають хітами. У квітні 1996 виходить альбом «Colours of Life», у якому так само, як і в попередньому альбомі, домінує жанр поп-музики. Однак разом з тим музикант продовжує експериментувати з музичними жанрами — пісня «Money» з цього альбому записана у стилі регі, а «Changing My Ways» являє собою суміш поп-музики та стилю Hi-NRG. У 2005 вийшов передостанній альбом «Voices from Heaven». На сьогоднішній день музикант не записує нових альбомів та майже не проводить концертів.
Ряд музичних хітів — «Flames of Love», «Bolero», «Lady of Ice», «Chinese Eyes» та ін. — Fancy записав у співробітництві з композитором та продюсером Ентоні Монном, відомим своєю успішною співпрацею зі співачкою Амандою Лір.

## Концертна діяльність
За всю свою музичну кар'єру Fancy дав тисячу концертів у Європі, Азії, Канаді та Мексиці.

## Дискографія

### Альбоми
- 1985 Get Your Kicks
- 1986 Contact
- 1988 Flames of Love
- 1989 All My loving
- 1990 Five
- 1991 Six — Deep In My Heart
- 1995 Blue Planet Zikastar
- 1996 Colours Of Live
- 1996 Christmas In Vegas
- 1998 Blue Planet
- 1999 D.I.S.C.O.
- 2000 Strip Down
- 2001 Locomotion
- 2008 Forever Magic

### Синґли
- 1984 Chinese Eyes
- 1984 Slice Me Nice
- 1984 Get Lost Tonight
- 1985 L.A.D.Y.O.
- 1985 Check It Out
- 1985 Bolero (Hold Me In Your Arms Again)
- 1986 Lady Of Ice
- 1987 Raving Queen
- 1987 Latin Fire
- 1987 China Blue
- 1988 Flames Of Love
- 1988 Fools Cry
- 1989 Angel Eyes
- 1989 No Tears
- 1989 Running Man
- 1989 All My Loving
- 1990 When Guardian Angels Cry
- 1990 When Guardian Angels... Rap
- 1990 Fools Cry Rap
- 1993 No Way Out
- 1993 Love Has Called Me Home
- 1994 Long Way To Paradise
- 1994 Beam Me Up
- 1995 Again & Again
- 1995 I Can Give You Love
- 1996 The Big Dust
- 1996 Deep Blue Sky
- 1996 Colours of Life
- 1998 Flames of Love
- 1998 Flames of Love '98
- 1998 Mega-Mix '98
- 1998 Slice Me Nice '98
- 1998 Come back and Break My Heart
- 1999 Long Way To Paradise (Remix '99)
- 1999 D.I.S.C.O. (Lust for Life)
- 2000 We Can Move A Mountain
- 2008 A Voice in the Dark 2008

## Кліпи
- 1984 «Slice Me Nice» [Архівовано 12 вересня 2019 у Wayback Machine.]
- 1984 «Chinese Eyes»
- 1984 «Get Lost Tonight» [Архівовано 6 червня 2019 у Wayback Machine.]
- 1985 «L.A.D.Y.O.» [Архівовано 25 серпня 2021 у Wayback Machine.]
- 1985 «Bolero (Hold Me In Your Arms Again)»
- 1986 «China Blue»
- 1987 «Lady Of Ice» [Архівовано 16 жовтня 2017 у Wayback Machine.]
- 1987 «Latin Fire» [Архівовано 28 червня 2020 у Wayback Machine.]
- 1988 «Flames Of Love» [Архівовано 18 лютого 2018 у Wayback Machine.]
- 1988 «Fools Cry» [Архівовано 6 червня 2019 у Wayback Machine.]
- 1989 «No Tears» [Архівовано 22 травня 2019 у Wayback Machine.]
- 1989 Man» [Архівовано 21 липня 2021 у Wayback Machine.]
- 1989 «Angel Eyes» [Архівовано 6 січня 2021 у Wayback Machine.]
- 1993 «No Way Out»
- 1993 «Love Has Called Me Home» [Архівовано 18 січня 2022 у Wayback Machine.]
- 1995 «Again & Again (You Believe In Love)»
- 1996 «Deep Blue Sky»
- 1998 «Flames of Love '98»
- 1998 «Megamix '98»
- 2003 «Hör Den Bolero (Bolero)»